# Monika Treut
Monika Treut (Mönchengladbach, 6 aprile 1954) è una regista, sceneggiatrice e produttrice cinematografica tedesca.

## Filmografia parziale

### Regista
- Verführung: die grausame Frau (1985)
- Die Jungfrauenmaschine (1988)
- My Father Is Coming (1991)
- Female Misbehavior (1992)
- Erotique - Oltre i confini dell'erotismo (Erotique) (1994) - segmento Taboo Parlor
- Didn't Do It for Love (1997)
- Gendernauts - Eine Reise durch die Geschlechter (1999)
- Kriegerin des Lichts (2001)
- Ghosted (2009)
- Das Rohe und das Gekochte (2012)
- Von Mädchen und Pferden (2014)
- Genderation (2021)

### Sceneggiatrice
- Verführung: die grausame Frau (1985)
- Die Jungfrauenmaschine (1988)
- My Father Is Coming (1991)
- Erotique - Oltre i confini dell'erotismo (Erotique) (1994) - segmento Taboo Parlor
- Didn't Do It for Love (1997)
- Gendernauts - Eine Reise durch die Geschlechter (1999)
- Kriegerin des Lichts (2001)
- Ghosted (2009)
- Das Rohe und das Gekochte (2012)
- Von Mädchen und Pferden (2014)
- Genderation (2021)

### Produttrice
- Die Jungfrauenmaschine (1988)
- My Father Is Coming (1991)
- Female Misbehavior (1992)
- Erotique - Oltre i confini dell'erotismo (Erotique) (1994) - segmento Taboo Parlor
- Gendernauts - Eine Reise durch die Geschlechter (1999)
- Kriegerin des Lichts (2001)
- Ghosted (2009)
- Das Rohe und das Gekochte (2012)
- Von Mädchen und Pferden (2014)
- Genderation (2021)